# Râul Lipova
Râul Lipova este un curs de apă, afluent al râului Tutova. 